# Diallus gebehensis
Diallus gebehensis là một loài bọ cánh cứng trong họ Cerambycidae.